# 海头红科
海头红科（学名：Plocamiaceae）为海头红目的一个科。中国只有海头红属一个属。

## 下级分类
本科包括以下属：
- Plocamiocolax Setchell, 1923
- 海头红属 Plocamium J.V.F.Lamouroux, 1813
- Thamnophora C.Agardh, 1822